# Roy Rogers (baloncestista)
Roy Lee Rogers Jr. (Linden, Alabama, 19 de agosto de 1973) es un exjugador y entrenador estadounidense de baloncesto que militó en la NBA entre 1996 y 1999, y que actualmente es entrenador asistente de los Portland Trail Blazers. Con 2,08 metros de estatura, jugaba en la posición de ala-pívot.

## Carrera

### Universidad
Rogers pasó 4 temporadas en la Universidad de Alabama, desde 1992 a 1996. Durante sus 3 primeras temporadas no gozó de demasiados minutos para demostrar su talento, y sus números se encontraban entre los 3 puntos y 3 rebotes. Tuvo una gran mejoría el año previo a su graduación, donde con 13.5 puntos y 9.3 rebotes se ganó un puesto en la primera ronda del draft.
Comparte el honor de ser el jugador con más bloqueos en un partido de NCAA con 14, ante Georgia el 10 de febrero de 1996. Obtuvo el segundo lugar en la historia de la universidad en dicho apartado, con 266.

### NBA
Rogers fue elegido por Vancouver Grizzlies en el puesto 22 de 1.ª ronda del draft de 1996. Apenas estuvo 3 años en la NBA, y la mejor temporada de ellas fue la de su debut en Vancouver, donde promedió 6.6 puntos, 4.7 rebotes y 1.99 tapones(su verdadera especialidad) en un equipo que solo ganó 14 partidos.
El 28 de septiembre de 1997 fue traspasado a Boston Celtics por Tony Massenburg y una futura 2.ª ronda de draft. El 18 de febrero de 1998 volvía a ser traspasado, esta vez a Toronto Raptors junto a Chauncey Billups, Dee Brown y John Thomas a cambio de Kenny Anderson, Žan Tabak y Popeye Jones. Posteriormente fue traspasado a Houston Rockets y a su vez a Chicago Bulls, pero no llegó a jugar con ninguno de los dos. Cleveland también lo firmó como agente libre en la temporada 1998-99 pero tampoco se vistió de corto, cosa que si hizo con Denver Nuggets en su última temporada en la NBA. En 2003 jugó también en Polonia.

#### Estadísticas

##### Temporada regular
| Año     | Equipo    | PJ  | PT | MPP  | %TC  | %3P   | %TL  | RPP | APP | ROB | TPP | PPP |
| ------- | --------- | --- | -- | ---- | ---- | ----- | ---- | --- | --- | --- | --- | --- |
| 1996–97 | Vancouver | 82  | 50 | 22.5 | .505 | 1.000 | .574 | 4.7 | .6  | .3  | 2.0 | 6.6 |
| 1997–98 | Boston    | 9   | 0  | 4.1  | .375 | .000  | .500 | .6  | .1  | .2  | .4  | .8  |
| 1997–98 | Toronto   | 6   | 0  | 11.5 | .353 | .000  | .250 | 2.0 | .2  | .2  | .7  | 2.2 |
| 1999-00 | Denver    | 40  | 0  | 8.9  | .398 | .000  | .463 | 2.0 | .2  | .0  | 1.0 | 2.2 |
| Total   |           | 137 | 50 | 16.9 | .483 | .500  | .532 | 3.5 | .4  | .2  | 1.5 | 4.8 |